# Capitellum
Capitellum — рід сцинкоподібних ящірок родини сцинкових (Scincidae). Представники цього роду мешкають на Карибах. Всі вони класифікуються як ймовірно вимерлі.

## Види
Рід Capitellum нараховує 3 види:
- Capitellum mariagalantae Hedges & Conn, 2012
- Capitellum metallicum (Bocourt, 1879)
- Capitellum parvicruzae Hedges & Conn, 2012